# Manuel de Sá
Manuel de Sá (Vila do Conde, 1528-Arona, Milán, 30 de diciembre de 1596) fue un sacerdote jesuita y escritor portugués. Fue estudioso de la teología y filosofía, además de reconocido exégeta y biblista.

## Vida
Se ordenó jesuita joven en Coímbra, donde estudió en la universidad. Comenzó a dar clase ahí, para pasar con dieciocho o diecinueve años, a enseñar filosofía en Gandía (Valencia, España). Destacó ahí como tutor del Duque de Gandía, futuro San Francisco de Borja.
Tras pasar algún tiempo en Alcalá de Henares y siendo llamado a Italia por San Ignacio de Loyola, pasó en 1557 a ser profesor de las Sagradas Escrituras en el Colegio Romano, de reciente fundación. Durante dos años comentó las profecías de Oseas y la summa de Santo Tomás de Aquino hasta que, exhausto por sus labores, se retiró a las casas de la Sociedad de Jesús en la Toscana. Recuperada su salud, volvió al Colegio Romano y ocupó la cátedra de exégesis. Su reputación académica llevó al papa Pío V a nombrarle miembro de la comisión que preparó la edición de la Septuaginta. Su nombre aparece asociado a los últimos momentos de San Estanislao Kostka, contándose que llegó a insinuarle a Sá su propia muerte poco tiempo antes de fallecer.
Aunque se distinguió como teólogo y biblista, también se dedicó a la predicación y fundó algunas casas de la Compañía en el norte de Italia. Tras residir en Génova, se retiró a la casa de la Sociedad en Arona (Milán), donde murió.

## Obra
Fue autor de tres obras notables, reeditas varias veces en los principales centros culturales de la Europa del siglo XVII: Scholia in Quatuor Evangelia (Amberes, 1596) y Aphorismi Confessariorum (venecia, 1595).
La primera de estas obras se extiende a lo largo de poco más de quinientas cincuenta páginas. A pesar de su brevedad, Sá se adentra en el sentido literal del Mandato Divino y muestra una gran erudición. Sin embargo, comete algunas inexactitudes que fueron refutadas por críticos protestantes. El segundo libro abarca notas sobre «frases de las Escrituras en orden alfabético» así como expresiones. Usa, al igual que en el posterior Aphorismi, un lenguaje expositivo simple y eficaz. 
Los Aphorismi abarcan unas cuatrocientas páginas, en formato pequeño o de bolsillo, y se organizan por entradas alfabéticas como una enciclopedia. Esta última obra fue a la que dedicó más tiempo y la que más éxito obtuvo, llegando a ser editada en Tokio en 1603 y siendo cuatro veces reeditada en su versión francesa. A pesar de este éxito, el libro fue censurado en 1603, aparentemente porque el Maestro del Sacro Palacio consideró que algunas de sus máximas contradecían opiniones ampliamente aceptadas entre los teólogos. No fue eliminado del Índice de Libros Prohibidos hasta 1900. 
En la Biblioteca Pública Municipal de Oporto se conservan copias originales de las Notationes in totam Scripturam Sacram y los Aphorismi Confessariorum. El primero data de 1598 y está en buen estado de conservación. Del segundo existen dos copias, atribuidas a «Emanuel Sa», que era como se latinizaba su nombre (aunque otros autores lo han escrito a veces como «Emmanuel Sa»).